# Kuresaaria
Kuresaaria is een geslacht van uitgestorven kreeftachtigen uit de klasse van de Ostracoda (mosselkreeftjes).

## Soorten
- Kuresaaria concinna (Neckaja, 1958) Adamczak, 1967 †
- Kuresaaria gotlandica Adamczak, 1967 †
- Kuresaaria punctata Zbikowska, 1973 †
- Kuresaaria venusta Moiseeva, 1976 †